# Simon West
Simon West (Letchworth, Hertfordshire, 1961) is een Brits filmregisseur, scenarioschrijver en producent, sinds 1991 actief in de Verenigde Staten.

## Biografie
West begon in 1981 als filmmonteur bij de BBC en was betrokken bij een aantal succesvolle series, waaronder een verfilming van Dickens' Bleak House. In 1985 verliet hij de BBC en startte als freelancer. Bij het Londense Limelight regisseerde hij vervolgens onder meer de in Montreux onderscheiden videoclip van Respectable van Mel & Kim, en regisseerde hetzelfde jaar ook de clip van Never Gonna Give You Up van Rick Astley, een clip die jaren later door Rickroll zeer populair werd.
In 1991 verhuisde hij naar de Limelight afdeling van Los Angeles.  Vanaf 1993, bij Propaganda Films, regisseerde hij enkele bekend geworden reclameclips voor Budweiser,  McDonald's, Sprite, AT&T, Ford, Miller Beer en Pepsi. De Pepsi-spot, uitgezonden in een break van de Super Bowl haalde hoge waarderingscijfers.
De eerste langspeelfilm die hij regisseerde was Con Air in 1997 met Nicolas Cage en John Malkovich. Daarna volgden The General's Daughter uit 1999 met John Travolta en Lara Croft: Tomb Raider uit 2001 met Angelina Jolie. In 2006 volgde de horrorfilm When a Stranger Calls, in 2011 The Mechanic en in 2012 The Expendables 2 en Stolen.

## Filmografie

### Speelfilms
| Jaar | Titel                                  | Regisseur | Producent  | Opmerkingen        |
| ---- | -------------------------------------- | --------- | ---------- | ------------------ |
| 1997 | Con Air                                | Ja        | Nee        |                    |
| 1999 | The General's Daughter                 | Ja        | Nee        |                    |
| 2001 | Black Hawk Down                        | Nee       | Uitvoerend |                    |
| 2001 | Lara Croft: Tomb Raider                | Ja        | Nee        |                    |
| 2006 | When a Stranger Calls                  | Ja        | Nee        |                    |
| 2011 | The Mechanic                           | Ja        | Nee        |                    |
| 2012 | The Expendables 2                      | Ja        | Nee        |                    |
| 2012 | Stolen                                 | Ja        | Nee        |                    |
| 2015 | Wild Card                              | Ja        | Nee        |                    |
| 2015 | Night of the Living Dead: Darkest Dawn | Nee       | Ja         |                    |
| 2017 | Stratton                               | Ja        | Nee        |                    |
| 2017 | Gun Shy                                | Ja        | Ja         |                    |
| 2019 | Skyfire                                | Ja        | Nee        |                    |
| 2021 | The Legend Hunters                     | Ja        | Nee        | Samen met Li Yifan |
| 2025 | Bride Hard                             | Ja        | Nee        |                    |

### Televisie
| Jaar | Titel         | Regisseur | Producent | Opmerkingen    |
| ---- | ------------- | --------- | --------- | -------------- |
| 2003 | Keen Eddie    | Ja        | Ja        | 2 afleveringen |
| 2005 | Close to Home | Ja        | Ja        | 1 aflevering   |
| 2010 | Human Target  | Ja        | Ja        | 1 aflevering   |
| 2011 | The Cape      | Ja        | Ja        | 1 aflevering   |
| 2017 | The Saint     | Nee       | Ja        | Televisie film |

- Bibsys: 1012781
- Biblioteca Nacional de España: XX1324635
- Bibliothèque nationale de France: cb137521059 (data)
- Catàleg d'autoritats de noms i títols de Catalunya: 981061104212206706
- Gemeinsame Normdatei: 12302207X
- International Standard Name Identifier: 0000 0001 1991 9728
- Library of Congress Control Number: no97071413
- MusicBrainz: c89d1374-0670-4f03-ba15-d7c51d5e8341
- Nationale Bibliotheek van Tsjechië: xx0133729
- Nationale bibliotheek van Australië: 42409100
- Nationale en Universitaire bibliotheek Zagreb: 000286350
- Nederlandse Thesaurus van Auteursnamen: 164148418
- Istituto Centrale per il Catalogo Unico: REAV097064
- SNAC: w6q25rx4
- Système universitaire de documentation: 077446143
- Trove: 1457876
- Virtual International Authority File: 170936013
- WorldCat: E39PBJyRDrtcvckJr6w4D669Xd